# Nguyễn Tư Cường
Nguyễn Tư Cường (1927-2003), hay là Nguyễn Cụ, là một sĩ quan cấp cao trong Quân đội nhân dân Việt Nam, hàm Thiếu tướng, nguyên Phó Tư lệnh Bộ đội Đặc công Miền, Tham mưu phó, Phó Tư lệnh kiêm Tham mưu trưởng, Phó Chủ tịch Hội đồng Quân sự, Tư lệnh kiêm Phó Bí thư Đảng ủy Binh chủng Đặc công, Trưởng Đoàn Chuyên gia Quân sự Đặc công tại Cuba.

## Thân thế và sự nghiệp
Ông tên thật là Nguyễn Cụ hay còn gọi là Tư Cường, quê tại xã Ninh Đa, huyện Ninh Hòa, tỉnh Khánh Hòa, nhập ngũ năm 1945, được kết nạp Đảng năm 1946. Trong Kháng chiến chống Pháp (1945 – 1954), ông chiến đấu tại Mặt trận Nha Trang – Khánh Hòa, Liên khu 5, trưởng thành từ chiến sĩ, trung đội trưởng đến cán bộ tiểu đoàn, tham gia chiến đấu và chỉ huy 101 trận, góp phần tiêu diệt 605 địch (cá nhân ông diệt 294), bảy lần bị thương vẫn không rời trận địa. 
Năm 1945, lúc còn là chiến sĩ, ông đã đánh 7 trận, có trận bị lạc nhịn đói 10 ngày phải tìm lá cây, củ rừng ăn nhưng vẫn quyết tâm luồn rừng tìm về đơn vị.  
Năm 1947, trong trận phục kích ở đèo Phượng Hoàng trên đường 21, Nguyễn Cụ chỉ huy 1 trung đội bộ đội địa phương phối hợp chiến đấu với bộ đội chủ lực. Giữa lúc trận chiến đấu đang giằng co ác liệt, ông dẫn đầu trung đội vòng bên sườn rồi bất ngờ xung phong vào giữa đội hình quân Pháp, gây rối loạn, diệt 75, đốt cháy 5 xe, tạo điều kiện thuận lợi cho bộ đội chủ lực diệt gọn gần một tiểu đoàn. Trận Hòn Khói năm 1948, ngay phút đầu Nguyễn Cụ đã xông lên vượt qua hàng rào dây thép gai, ném lựu đạn vào lỗ châu mai diệt địch trong lô cốt, yểm hộ cho đơn vị tiến vào. Sau khi xông lên gác, bắn chết đồn trưởng, ông bị thương nhưng vẫn bình tĩnh chỉ huy trung đội diệt đồn, bắt sống 38 địch, thu toàn bộ vũ khí. 
Những năm 1948 – 1949, nhiều lần quân Pháp tập trung lực lượng tiến công trung đội của Nguyễn Cụ, hòng tiêu diệt lực lượng vũ trang của địa phương, có lần địch huy động một trung đoàn có máy bay, pháo binh yểm hộ, bao vây bộ đội và cơ quan chính quyền địa phương. Ông chỉ huy đơn vị ngoan cường chiến đấu suốt một ngày, cơ động chặn địch hết nơi này đến nơi khác, bảo vệ cho cơ quan rút lui an toàn. Một lần, có 40 cán bộ huyện, xã đi hội nghị về nghỉ tại đơn vị, mới mờ sáng đã bị một đại đội địch bao vây, ông dũng cảm chỉ huy trung đội đánh lui địch, diệt một tiểu đội, bảo vệ được cán bộ. 
Trận Vạn Khê năm 1952, biết tin địch sắp đi càn, trong khi cơ sở ta chưa chuẩn bị kịp để đối phó, Nguyễn Cụ bí mật đưa trung đội lọt qua nhiều vòng kiểm soát và bố trí trận địa phục kích ngay gần cửa đồn. Địch vừa ra khỏi cửa bị đánh bất ngờ, một tiểu đội bị diệt, hoang mang chạy vào đồn cố thủ, bỏ ý định đi càn ngày hôm đó. Trận Đại Mỹ năm 1953, đồn giặc bố phòng rất nghiêm ngặt, Nguyễn Cụ đã táo bạo và kiên trì bò vào tận đồn điều tra tỉ mỉ, sau đó chỉ huy đơn vị tiến công chớp nhoáng, diệt các mục tiêu rất chính xác bằng thủ pháo, tiêu diệt gọn 2 trung đội, rồi rút ra an toàn. 
Tháng 5 năm 1954, Nguyễn Cụ chỉ huy 3 tiểu đội đột nhập nhà lao Ninh Hòa diệt gọn hai trung đội địch, giải thoát 600 cán bộ du kích và đồng bào bị giam giữ.
Sau khi tập kết ra Bắc, ông được phân công về Đại đoàn 324 giữ chức vụ tiểu đoàn phó Tiểu đoàn Đặc công 323 của Sư đoàn
Trong đợt phong quân hàm đầu tiên của Quân đội, năm 1958, ông được phong quân hàm Đại úy.
Đến năm 1960, ông là Tiểu đoàn trưởng kiêm Chính ủy Tiểu đoàn 30 (Trường Đặc công của Quân khu 4).
Năm 1966, ông là trung đoàn trưởng Trung đoàn Trinh sát Đặc công, Đặc công Miền.
Năm 1969, ông là Phó Tư lệnh Đặc công Miền.
Năm 1975, ông là lữ trưởng lữ KSQS tiếp quản và bảo vệ Sài Gòn sau ngày 30/4/1975.
Năm 1980, ông là Thượng tá, Phó Tư lệnh kiêm Tham mưu trưởng, Ủy viên Thường vụ Đảng ủy Binh chủng Đặc công.
Năm 1983, ông là Đại tá, Phó Tư lệnh kiêm Tham mưu trưởng, Phó Chủ tịch Hội đồng Quân sự (1984) Binh chủng Đặc công
Tháng 9 năm 1984, ông là trưởng Đoàn Chuyên gia Quân sự Đặc công tại Cuba.
Tháng 9 năm 1985, ông là Tư lệnh Binh chủng kiêm Phó Bí thư Đảng ủy Binh chủng Đặc công.
Năm 1992, ông nghỉ hưu.
Năm 2003, ông mất tại Tp Hồ Chí Minh.
Đại úy (1958), Thiếu tướng (1985).

## Khen thưởng
Danh hiệu Anh hùng Lực lượng Vũ trang Nhân dân (1956)
Huân chương Quân công hạng Nhì
Huân chương Chiến công (2 hạng Nhất, 5 hạng Nhì, 5 hạng Ba)
Huân chương Kháng chiến (chống Pháp) hạng Nhất
Huân chương Chiến thắng (chống Pháp) hạng Nhì
Huân chương Kháng chiến chống Mỹ cứu nước hạng Nhất
Huân chương Chiến sĩ giải phóng (hạng Nhất, Nhì, Ba)
Huân chương Chiến sĩ vẻ vang (hạng Nhất, Nhì, Ba)
Huy chương Quân kỳ quyết thắng
Huy hiệu 50 năm tuổi Đảng